# Gerd Hagman
Gerd Hagman (Stoccolma, 4 luglio 1919 – 30 novembre 2011) è stata un'attrice svedese.

## Filmografia parziale
- Den blomstertid, regia di Alf Sjöberg (1940)
- L'amante nell'ombra (Striden går vidare), regia di Gustaf Molander (1941)
- L'uomo che smarrì se stesso (Hem från Babylon), regia di Alf Sjöberg (1941)
- Rid i natt, regia di Gustaf Molander (1942)
- Brott i paradiset, regia di Lars-Eric Kjellgren (1959)